# Associazione Sportiva L'Aquila 1940-1941
Questa voce raccoglie le informazioni riguardanti l'Associazione Sportiva L'Aquila nelle competizioni ufficiali della stagione 1940-1941.

## Stagione
Per l'Associazione Sportiva L'Aquila, la stagione 1940-1941 è la 4ª in Serie C e la 6ª complessiva nel terzo livello del campionato italiano di calcio. Durante la stagione, il club partecipa per la 6ª volta alla Coppa Italia venendo però eliminato già al primo turno di qualificazione.

## Rosa
| N. |                   | Ruolo | Calciatore          |
| -- | ----------------- | ----- | ------------------- |
|    | Italia (bandiera) |       | Baglioni            |
|    | Italia (bandiera) | A     | Marino Bon          |
|    | Italia (bandiera) | D     | Pio Angelo Brindisi |
|    | Italia (bandiera) |       | Cesaro              |
|    | Italia (bandiera) |       | Cociani             |
|    | Italia (bandiera) |       | Francesco Dollenz   |
|    | Italia (bandiera) |       | Claudio Mancini     |
|    | Italia (bandiera) |       | Pastorelli (II)     |
|    | Italia (bandiera) |       | Giovanni Pozzi      |

| N. |                   | Ruolo | Calciatore          |
| -- | ----------------- | ----- | ------------------- |
|    | Italia (bandiera) |       | Dante Prosperini    |
|    | Italia (bandiera) | C     | Alfredo Romagnoli   |
|    | Italia (bandiera) | D     | Luigi Rossini       |
|    | Italia (bandiera) |       | Semi                |
|    | Italia (bandiera) | P     | Gorido Stornelli    |
|    | Italia (bandiera) |       | Aldo Stradiot       |
|    | Italia (bandiera) |       | Ferdinando Valletti |
|    | Italia (bandiera) | D     | Pasquale Viganò     |
|    | Italia (bandiera) |       | Zannini             |

## Risultati

### Coppa Italia

#### Qualificazioni Serie C
| Arbitro: | Nalbo |

|                                                  |           |  |
| Italiani 48’ Ricci 50’ Presenti 78’ Malaguti 85’ | Marcatori |  |

## Statistiche

### Statistiche di squadra
| Competizione | Punti | In casa | In casa | In casa | In casa | In casa | In casa | In trasferta | In trasferta | In trasferta | In trasferta | In trasferta | In trasferta | Totale | Totale | Totale | Totale | Totale | Totale | DR |
| Competizione | Punti | G       | V       | N       | P       | Gf      | Gs      | G            | V            | N            | P            | Gf           | Gs           | G      | V      | N      | P      | Gf     | Gs     | DR |
| ------------ | ----- | ------- | ------- | ------- | ------- | ------- | ------- | ------------ | ------------ | ------------ | ------------ | ------------ | ------------ | ------ | ------ | ------ | ------ | ------ | ------ | -- |
| Serie C      | 23    | 13      | 7       | 3       | 3       | 25      | 15      | 13           | 2            | 2            | 9            | 8            | 18           | 26     | 9      | 5      | 12     | 33     | 33     | 0  |
| Coppa Italia | -     | 0       | 0       | 0       | 0       | 0       | 0       | 1            | 0            | 0            | 1            | 0            | 4            | 1      | 0      | 0      | 1      | 0      | 4      | -4 |
| Totale       | -     | 13      | 7       | 3       | 3       | 25      | 15      | 14           | 2            | 2            | 10           | 8            | 22           | 27     | 9      | 5      | 13     | 33     | 37     | -4 |